# M.A Wadood Khan
M.A Wadood Khan ( * 30 de noviembre de 1955 - ) es un botánico indio. Desarrolla su actividad científica en el Departamento de Botánica, Colegio Majalgaon, Majalgoan, Beed Dist, Maharashtra. Es coeditor de Indian Journal, como consultor.

## Honores
Pertenece a la "Indian Association for Angiosperm Taxonomy"
- La abreviatura «Wad.Khan» se emplea para indicar a M.A Wadood Khan como autoridad en la descripción y clasificación científica de los vegetales.[3]